# Tiebas-Muruarte de Reta
Tiebas-Muruarte de Reta – gmina w Hiszpanii, w Nawarze, o powierzchni 21,35 km². W 2011 roku gmina liczyła 659 mieszkańców.